# Трубачёво (Забайкальский край)
Трубачёво — село в Газимуро-Заводском районе Забайкальского края России. Административный центр сельского поселения «Трубачёвское».

## География
Село находится в южной части района, на левом берегу реки Газимур, на расстоянии примерно 15 километров (по прямой) к юго-западу от села Газимурский Завод. Абсолютная высота — 700 метров над уровнем моря.
Климат
Климат характеризуется как резко континентальный с продолжительной морозной зимой и тёплым летом. Средняя температура воздуха самого холодного месяца (января) составляет −27 °C; средняя температура самого тёплого месяца (июля) — 16 — 19 °C. Среднегодовое количество атмосферных осадков составляет 350—400 мм.
Часовой пояс
Село Трубачёво находится в часовой зоне МСК+6. Смещение применяемого времени относительно UTC составляет +9:00.

## История
Основано в 1830 году. По состоянию на 1851 год, посёлок в составе станицы Догьинской Забайкальского казачьего войска. В 1930 году, в ходе коллективизации, был образован колхоз имени П. Н. Журавлева. С 1970 года в селе находилась центральная усадьба совхоза «Трубачёвский».

## Население
| 1989 | 2002 | 2010 | 2021 |
| ---- | ---- | ---- | ---- |
| 710  | ↘573 | ↘510 | ↘460 |

Половой состав
По данным Всероссийской переписи населения 2010 года в гендерной структуре населения мужчины составляли 50,2 %, женщины — соответственно 49,8 %.
Национальный состав
Согласно результатам переписи 2002 года, в национальной структуре населения русские составляли 100 % из 573 чел.

## Инфраструктура
В селе функционируют основная общеобразовательная школа, детский сад и фельдшерско-акушерский пункт.

## Улицы
Уличная сеть села состоит из семи улиц.